# Jenny Rom
Jenny Rom é um projeto italiano de Bubblegum dance criado por volta de 1999 pela The SAIFAM Group. O projeto é conhecido por apresentar a personagem chamada de "Jenny Rom"  que é originalmente uma garota de computação. Seus principais hits são "WWW.Blonde Girl" e "Hanky Panky". Ela é mais conhecida por suas músicas de bubblegum dance bem rápidas e cantando letras muitas vezes engraçadas e sem sentido.
Muitas de suas músicas foram apresentadas na compilação de músicas Dancemania do Japão, especialmente em sua sub-série Speed. Jenny Rom foi iniciado por um dos grupos de DJs da SAIFAM, DJ JAXX, começando com a música "Do You Want A Flirt" e a segunda música foi "WWW.BLONDE GIRL". Rom e The Zippers são grupos de alias extremamente próximos com o mesmo som usado pelo SAIFAM.

## Discografia

### Álbum de estúdio
- 2008: The Cartoon World Of Jenny Rom
- 2012: Jenny Rom Eurobeat Super Hits

### Singles
- "Hanky Panky" (2000)
- "WWW.Blonde Girl" (2000)[3]
- "Robin Robin Hood" (2001)
- "The Game Of Love" (2001)